# Kokon

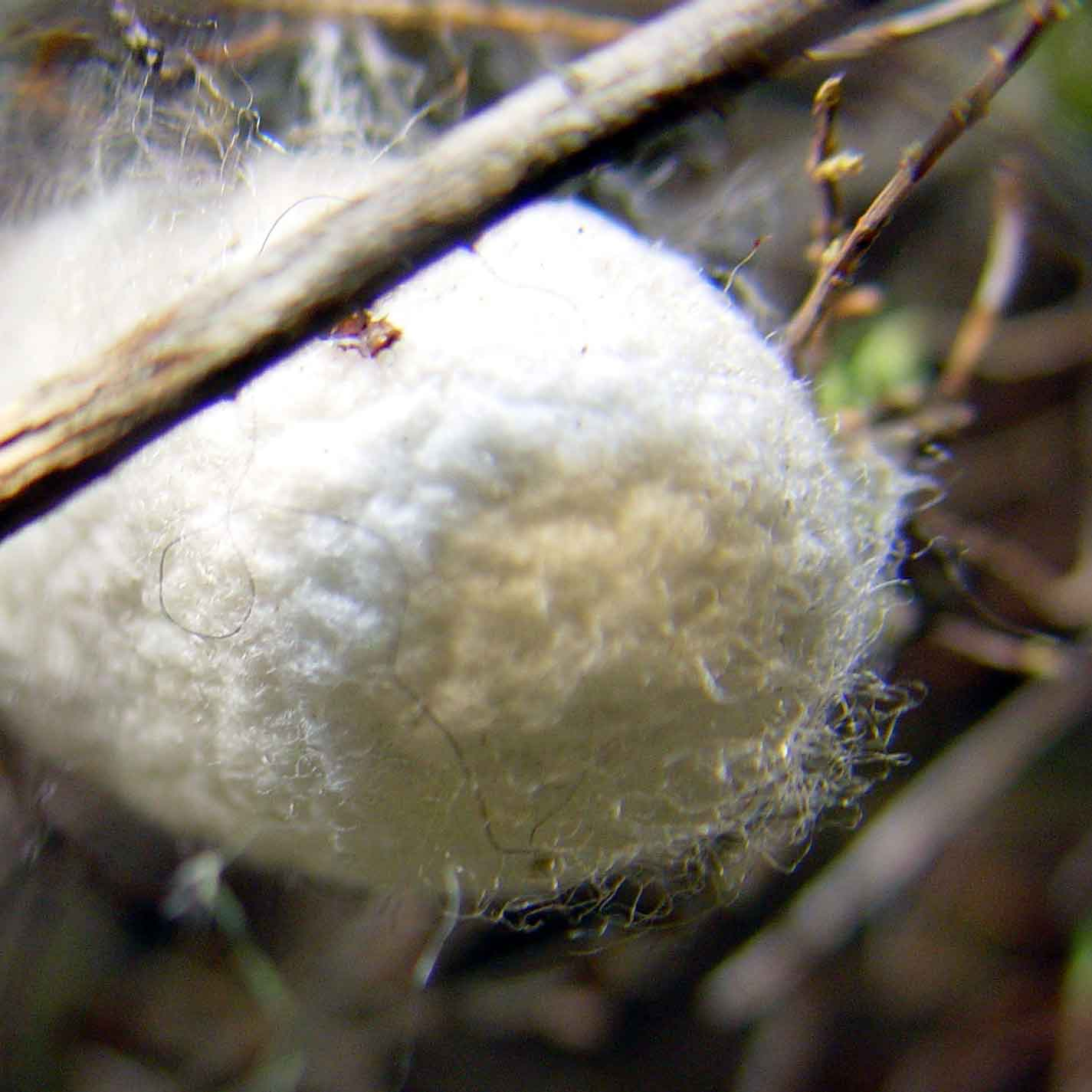
Kokon des Seidenspinners (Bombyx mori)

Ein Kokon [koˈkɔ̃ː; -ˈkɔŋ; -ˈkoːn] (französisch cóque = Eischale, Gehäuse) ist ein mittels eines Sekrets hergestelltes Gehäuse, das dem Schutz von Eiern oder Jugendformen der Tiere dient, die es erbaut haben. Wenn ein Kokon zum Schutz der Eier und der daraus schlüpfenden Jungtiere produziert wird, stellen ihn die Elterntiere her. Kokons, die zum Überdauern älterer Entwicklungsstadien, etwa der Puppenruhe nötig sind, werden von den darin befindlichen Jungtieren selbst hergestellt. Zu finden sind Kokons vor allem bei verschiedenen Gliederfüßern (Arthropoda), aber auch bei einigen Würmern.

## Kokons bei Gliederfüßern

Puppe des Südafrikanischen Fruchtkäfers (Pachnoda sinuata) im geöffneten Kokon (hier Puppenwiege)

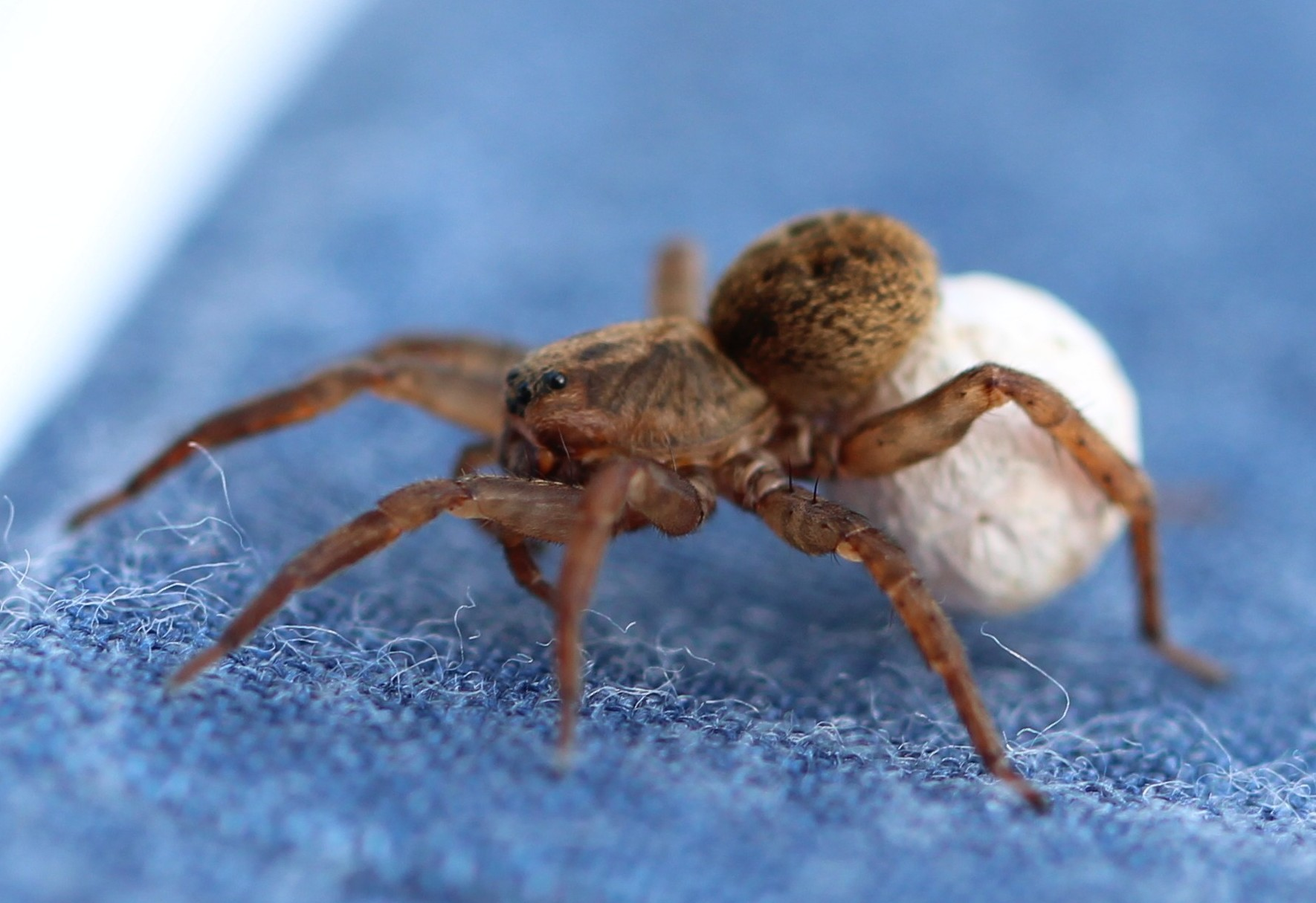
Wolfspinne mit Kokon

Kokons können innerhalb der Gliederfüßer beispielsweise bei Insekten, Spinnentieren und Doppelfüßern vorkommen. Bei holometabolen Insekten finden sich neben denen zum Schutz der Eier auch solche, die zum Überdauern der Puppenruhe bis zum Schlupf der Imago dienen. Die bekanntesten sind die von den Raupen bestimmter Schmetterlings-Familien hergestellten Kokons. Schmetterlingsraupen produzieren diese mittels einer aus Spinndrüsen austretenden Flüssigkeit, welche an der Luft sehr schnell zu Fäden erstarrt. Diese werden zum Kokon versponnen, in welchem sich die Raupe zur Puppe häutet, um dann die gesamte Puppenruhe darin zu verbringen. Die Kokons der Seidenraupen liefern die Seide. Auch die Käferlarven (Engerlinge) der Überfamilie Scarabaeoidea fertigen für die Puppenruhe einen Kokon aus Körpersekret und Erde, den sie erst als adulte Käfer verlassen. Dieser wird, wie der Hohlraum, in welchem sich Gänge bohrende Käferlarven verpuppen, als Puppenwiege bezeichnet.

Kokons, die zum Schutz der Eier gefertigt werden, haben oft arttypische Formen. Schaben (Blattodea) und Fangschrecken (Mantodea) produzieren ihre als Ootheken bezeichneten Kokons, indem sie ihre Eier in ein von den Weibchen während der Eiablage abgegebenes, fest aushärtendes Sekret ablegen. Die Kokons, die einige Käfer für ihre Eier herstellen, werden dagegen nicht als Ootheken bezeichnet. Die Weibchen vieler Wasserkäfer (Hydrophilidae) besitzen einen Spinnapparat am Hinterleibsende, mit dem sie einen Kokon für ihre Eier spinnen. Dieser kann an Wasserpflanzen angeheftet sein oder als sogenanntes Schiffchen frei im Wasser schwimmen. Auch bei den meisten Spinnentieren (Arachnida) werden die Eier in Kokons eingesponnen.

Einige Gruppen der Doppelfüßer (Diplopoda) produzieren für ihre Eier Kokons, welche oft wie die der Fangschrecken und der Schaben als Ootheken bezeichnet werden. Die Herstellung der Kokons von Schnurfüßern (Julida) und Bandfüßern (Polydesmida) ähnelt der der Puppenwiege der Scarabaeoidea. Sie kleiden die Erdhöhlen, in die sie ihre Eier gelegt haben, mittels eines Sekrets aus, welches deren Wände härtet. Die Kokons der Samenfüßer (Chordeumatidae) entstehen durch Einspinnen der Eier in ein Gespinst.

## Kokons bei Würmern

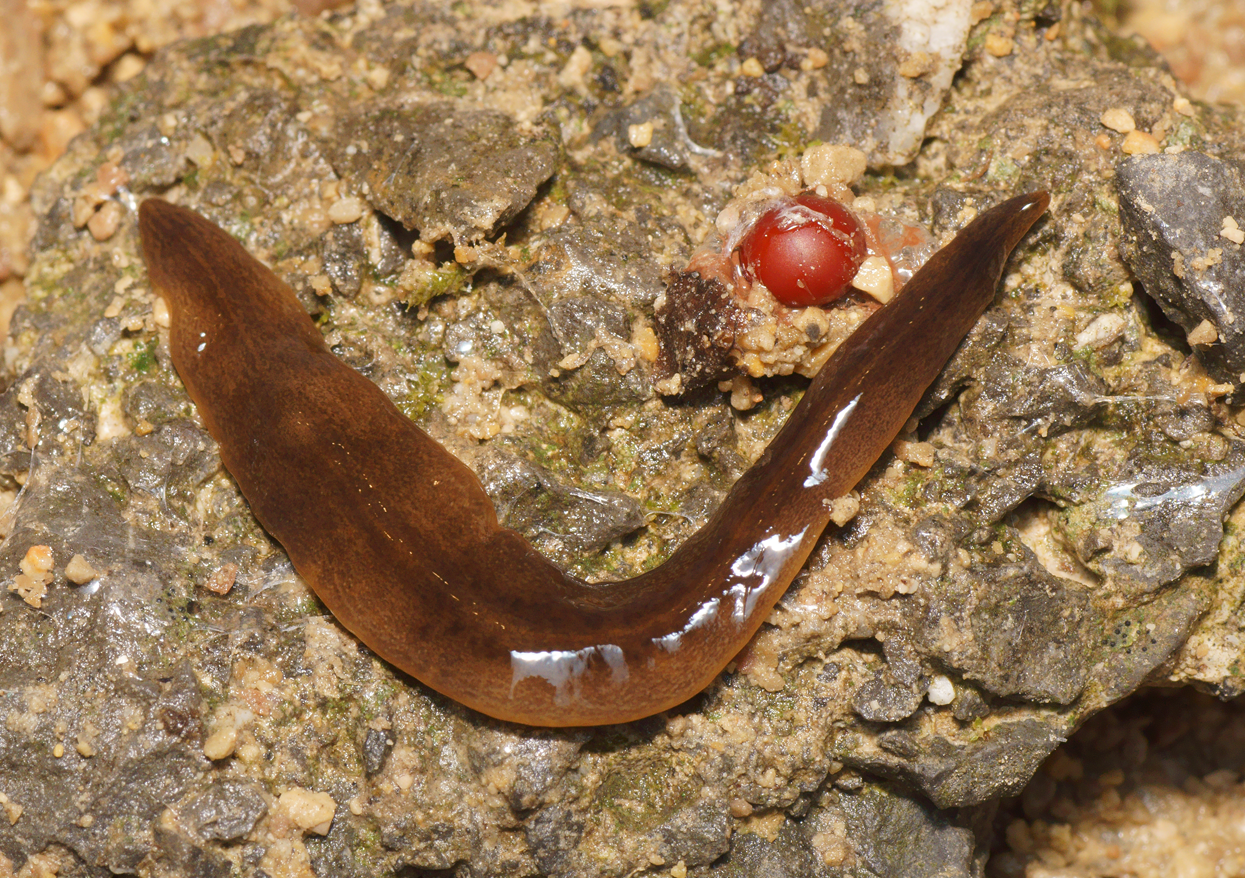
Obama nungara mit einem frischen Eikokon (braun-rote Kugel)

Zum Schutz der Eier und später der Jungwürmer produzieren auch einige Würmer Kokons. Bei Gürtelwürmern (Clitellata) wird dazu vom Gürtel (Clitellum) ein Schleim abgesondert, welcher bald relativ fest wird. Aus dem so entstandenen kurzen Schlauch ziehen sich die Gürtelwürmer rückwärts heraus. Beim Passieren der Geschlechtsporen werden dann die Eier hineingepresst. Bei den Wenigborstern (Oligochaeta) erfolgt die Befruchtung während des Passierens der Samentasche (Receptacula seminis). Die hierin enthaltenen Spermien werden ebenfalls in diesen Schlauch hinein entlassen, wo sie die Eier befruchten. Bei den Egeln (Hirudinea) treten auch andere Formen der Befruchtung auf. Wenn der Wurm den Kopf aus dem Schlauch gezogen hat, schließen sich dessen zwei Öffnungen. Es entsteht ein oft dünnhäutiger, teilweise auch mit einer dickeren oder schaumartigen Wand versehener Kokon mit einer eiweißreichen Nährlösung. In dieser entwickeln sich die Eier zu Jungwürmern, welche schließlich schlüpfen.

## Bilder

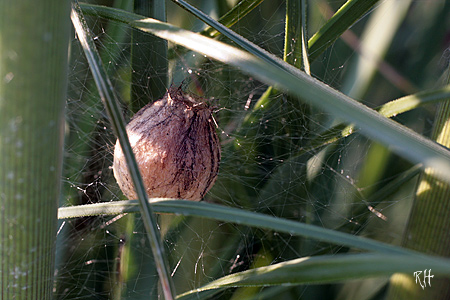
Kokon der Wespenspinne (Argiope bruennichi)
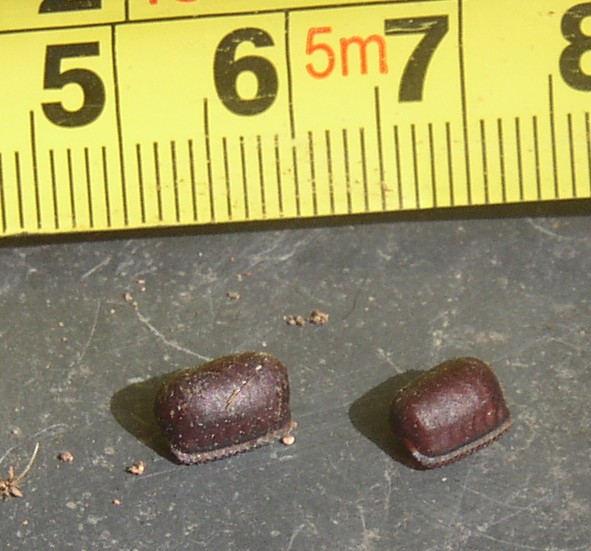
Ootheken der Amerikanischen Großschabe (Periplaneta americana)